# روزا بروكس
روزا بروكس (بالإنجليزية: Rosa Brooks)‏ هي محامية أمريكية، ولدت في 1970 في نيويورك في الولايات المتحدة.